# Sten Helling
Sten Mauritz Helling, född 27 november 1796 i Göteborg, död 18 oktober 1858 i Skogaholm, var en svensk brukspatron.
Han var son till kyrkoherden Pehr Nathanael Helling (1762–1831) och Sophia Charlotta Prytz (1774–1811) samt från 1824 gift med Gustava Nikolina Kjellin (1801–1872). Deras dotter Hilda Karolina Helling (1831–1921) var från 1855 gift med brukspatronen Nils Sundin.
Hedvig Åkerhielm sålde 1841 Skogaholms bruk till ett konsortium bestående av fyra personer, bland annat till en på sin tid mycket känd storspekulant, Per Jansson på Borggård, ursprungligen en fattig skjutspojke från Lerbäcks gästgivargård, vilken genom sagolik framgång blev ägare av ett mångtal bruk och storgods. Delägarna i Skogaholms bruk inskränktes så småningom till tre, nämligen lagman Christian Sundin och brukspatron Sten Helling ägande vardera 1/4, och brukspatron Gustaf Bernhardt (1806–1880) ägande 1/2. Samma år bildades även Skogaholms bruksbolag och brukspatron Sten Helling valdes till bolagets förste disponent och till sin hjälp hade han på platsen en bosatt förvaltare. Men överstelöjtnant friherre Gustaf Fromhold Armfelt på Åkerby i Gräve socken var fram till sin död 1867 den samlande kraften vid bruket. När Helling avled 1858 efterträddes av brukspatron Nils Sundin på Alkvetterns bruk. Konsortiets efterlevande arvingar sålde hela Skogaholms domän 1905 till bröderna Ivan och Gustaf Svensson som drev aktiebolaget Skyllbergs bruk.
Sten Helling är begravd i släktgraven på Svennevads kyrkogård.